# Энстрём, Карин
Карин Марта Элизабет Энстрём (швед. Karin Märta Elisabeth Enström), урождённая Ландерхольм, Landerholm; род. 23 марта 1966, Helga Trefaldighet) — шведский политический и государственный деятель. Секретарь Умеренной коалиционной партии с 2022 года. Депутат риксдага с 1998 года. В прошлом — министр обороны Швеции (2012—2014).

## Биография
Родилась 23 марта 1966 года в Уппсале. Отец — главный врач Стаффан Ландерхольм (Staffan Landerholm), мать — бакалавр (fil.kand.) Олена Тингдаль (Olena Tingdal). Старший брат Хенрик — посол Швеции в Латвии (с 1 сентября 2013), сестра Луиза замужем за шведским политиком Пером Биллем (Per Bill).
В 1984 году окончила гимназию Святого Эскиля. Окончила в 1987 году Морскую офицерскую высшую школу (MOHS), в 1988 году — Военно-морское училище (MKHS). В 1993 году окончила высшие курсы военного училища. Служила в Береговой охране Швеции до 1998 года в Ваксхольме. В 1987 году получила звание фэнрик полка береговой артиллерии, в 1988 году — лейтенант. Дослужилась до капитана (1993) десантного корпуса.

### Политическая карьера
С 1991 по 1992 годы Карин Энстрём была генеральным секретарём молодёжного крыла Умеренной коалиционной партии, с 1993 по 1994 годы работала в Министерстве промышленности в качестве политолога. 
В 1988—1991 годах — муниципальный депутат в городе Эскильстуна. В 1994—2012 и с 2014 года — муниципальный депутат в городском совете Ваксхольма. В 2002—2006, 2010—2012 и с 2014 года — председатель муниципального совета Ваксхольма.
По результатам парламентских выборов 1998 года впервые избрана в риксдаг от лена Стокгольм. Возглавляла Комитет по иностранным делам (2010—2012), с 2002 по 2010 года — член Комитета обороны.
После парламентских выборов 2010 года работала в Министерстве иностранных дел, а также возглавляла парламентскую делегацию в Парламентской ассамблее НАТО (2010—2012). 
19 апреля 2012 года после отстранения от деятельности министра обороны Швеции Стена Тольгфорса возглавила министерство и вошла в кабинет министров Фредрика Райнфельдта.
После возвращения в риксдаг 4 октября 2014 года была заместителем председателя Комитета по иностранным делам (2014—2017), членом Комитета ЕС (2017—2019). Возглавляла Конституционный комитет (2019—2022), была заместителем председателя Конституционного комитета (2022), заместителем председателя делегации риксдага в Парламентской ассамблее НАТО (2014—2018). Возглавляет делегацию риксдага в Парламентской ассамблее НАТО с 2018 года, член военной делегации с 2010 года.
19 октября 2022 года назначена секретарём Умеренной коалиционной партии.

## Личная жизнь
Карен замужем за Андерсом Энстрёмом (Anders Enström), подполковником береговой охраны. Есть трое детей.

## Интересные факты
- Российское телешоу Yesterday Live 24 февраля 2013 выпустило скетч под песню группы ABBA «Mamma Mia», в котором высмеивалась боеспособность шведской армии[значимость факта?]: выпуск был подготовлен по случаю заявления главнокомандующего шведской армией Сверкера Йоранссона, который утверждал, что Швеция без поддержки НАТО не продержится больше недели в случае вооружённого нападения[7]. В клипе была упомянута и Энстрём под слова «Потенциал наш хрупкий // И министр обороны в юбке»: несмотря на обвинения в адрес российского телевидения в пропаганде сексизма[8], сама Энстрём посчитала ролик безобидным и назвала «такую свободу слова замечательной, особенно для России»[9].